# Utinomiella dimorpha
Utinomiella dimorpha is een krabbensoort uit de familie van de Cryptochiridae. De wetenschappelijke naam van de soort is voor het eerst geldig gepubliceerd in 1906 door Henderson.